# Zetorchestes grandjeani
Zetorchestes grandjeani är en kvalsterart som beskrevs av Krisper 1987. Zetorchestes grandjeani ingår i släktet Zetorchestes och familjen Zetorchestidae. Inga underarter finns listade i Catalogue of Life.